# Brigitte Boucher
Brigitte Boucher, née le 5 septembre 1960 à Montréal (Canada), est une actrice québécoise.

## Filmographie

### Cinéma
- 1990 : Dames galantes : la femme qui fait trop l'amour
- 1992 : L'Homme de ma vie : concierge de Maurice
- 1992 : Riens du tout : femme salle d'attente
- 1993 : L'Honneur de la tribu : la Grande
- 1998 : L'Homme au masque de fer (The Man in the Iron Mask) : Madame Rotund
- 1999 : Merci mon chien : Madame Rolande
- 2000 : Les Larmes d'un homme (The Man Who Cried) : Opera Chorus
- 2005 : Grabuge ! : Lily
- 2012 : Comme un chef de Daniel Cohen : professeur d'université
- 2013 : Paulette de Jérôme Enrico : la dame de l'ascenseur

### Télévision
- 1994 : L'Honneur des grandes neiges : la femme du maire
- 1996 : Le Poteau d'Aldo
- 1997 : Un homme : Louison
- 1999 : Juliette Pomerleau (Juliette Pomerleau) : Juliette Pomerleau
- 2000 : Victoire  ou  la Douleur des femmes : Mlle Blaise
- 2008 : Coco Chanel : Madame de Rochefort
- 2011 : Je, François Villon, voleur, assassin, poète... de Serge Meynard : Margot
- 2020 : Un homme ordinaire de Pierre Aknine : Charline

## Théâtre
- 2005 : Schweyk dans la Deuxième Guerre mondiale de Bertolt Brecht, mise en scène Jean-Louis Martinelli, Théâtre Nanterre-Amandiers
- 2007 : Kliniken de Lars Norén, mise en scène Jean-Louis Martinelli, Théâtre Nanterre-Amandiers
- 2008 : Kliniken de Lars Norén, mise en scène Jean-Louis Martinelli, Théâtre Nanterre-Amandiers, Théâtre national de Nice, MC2, Théâtre du Gymnase

## Distinctions
- 2000 : Nomination au 15e Gala MétroStar « Trophée ARTIS » (rôle féminin / téléséries québécoises) pour son rôle de Juliette Pomerleau Juliette Pomerleau.